# 富蘭克林鎮區 (堪薩斯州波旁縣)
富蘭克林鎮區（英語：Franklin Township）為位在美國堪薩斯州波旁縣的鎮區。2010年美国人口普查中該鎮區人口有354人。

## 地理
富蘭克林鎮區涵蓋面積185.32平方（71.55平方英里），境內無城市設立。

### 墓園
根據美國地質調查局的資料，此鎮區擁有2座墓園：
- Boulware墓園
- 史蒂文森墓園（Stevenson Cemetery）

### 溪流
通過此鎮區的溪流有：
- 小歐塞奇河
- 貝爾溪（Bell Creek）
- 巴克流（Buck Run）
- 艾里什溪（Irish Creek）
- 萊姆斯通溪
- 奧爾溪（Owl Creek）
- 羅斯支流（Ross Branch）

## 人口統計
根據2010年美國人口普查，富蘭克林鎮區人口有354人，人口密度為1.91人/平方公里。此鎮區居民之種族有98.59%為白人；0.28%為非裔美洲人；0%為美洲原住民；0%為亞洲人；0%為太平洋島民；0%為其他種族；另外有1.13%為混血種族。而西班牙裔或拉丁裔美洲人佔此鎮區人口的0.85%。

## 外部連結
- City-Data.com （页面存档备份，存于）
- Bourbon County Maps: Current（页面存档备份，存于）, Historic Collection（页面存档备份，存于）